# Suddiacono
Il suddiacono è un ministro di culto della Chiesa cattolica, e nelle Chiese ortodosse calcedonesi, nelle Chiese ortodosse orientali e in alcune chiese della Comunione anglicana.

## Nella Chiesa latina

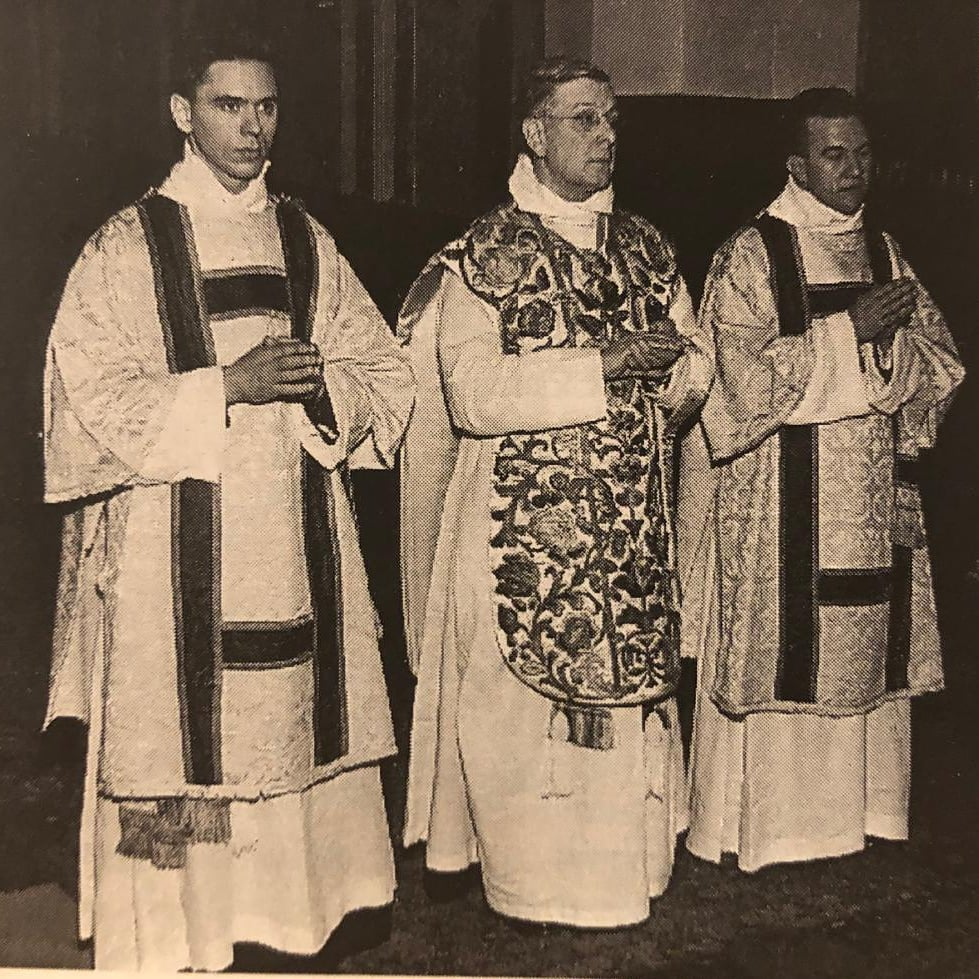
Presbitero della Chiesa latina prima della riforma liturgica, con un suddiacono alla sua sinistra e un diacono alla sua destra

Nell'antica Chiesa latina, il suddiacono era un chierico che aveva ricevuto l'ordine del suddiaconato, in virtù del quale poteva toccare i vasi sacri e portarli all'altare. Nella Messa solenne il suddiacono aveva anche il compito di cantare l'epistola, oltre che di assistere il diacono e di versare l'acqua nel calice all'offertorio. Sebbene ai suddiaconi fosse consentito svolgere numerose funzioni proprie del diaconato, tuttavia fu sempre preclusa loro la distribuzione della Comunione, sotto la specie sia del pane sia del vino.
Con il Codex canonum Ecclesiae Africanae promulgato dal Concilio di Cartagine del 419, il celibato sacerdotale fu esteso anche ai suddiaconi.
Come gli ordini minori, il suddiaconato è sempre stato considerato d'istituzione ecclesiastica: secondo i teologi, e in particolare Tommaso d'Aquino, la Chiesa ha la facoltà di dividere i poteri propri del diaconato (di istituzione divina) in più parti potenziali a seconda delle necessità. Secondo l'impostazione della teologia manualistica tradizionale, la materia dell'ordinazione suddiaconale era la consegna del calice e della patena vuoti da parte del vescovo. Paramenti propri del suddiacono erano il manipolo e la tunicella.
Papa Paolo VI con la lettera apostolica Ministeria quaedam del 15 agosto 1972 ha fatto cessare il conferimento del suddiaconato e dei quattro ordini minori nella Chiesa latina. Il Codice di diritto canonico attualmente in vigore per la Chiesa cattolica di rito latino non contempla più il ministero dei suddiaconi e non lo cita né tra i gradi del sacramento dell'Ordine né tra i ministeri:
(canone 1009)
(canone 230)

### Il suddiaconato nelle comunitàEcclesia Deie prima del Concilio Vaticano II
Nonostante il fatto che nella Chiesa latina l'ordinazione dei suddiaconi sia cessata, il suddiaconato è ancora conferito a norma dell'istruzione Universae Ecclesiae del 30 aprile 2011 in alcuni istituti religiosi e comunità di vita consacrata che mantengono l'antico rito romano. A differenza di quanto avveniva in passato, comunque, il suddiacono non è più considerato un chierico.
Poiché il suddiaconato è conferito solo in modo transeunte, prima del conferimento del diaconato, alla Messa solenne celebrata secondo la liturgia tridentina i compiti del suddiacono vengono spesso assolti da un presbitero o da un diacono vestito con tunicella e manipolo, senza stola. In difetto di un chierico, il ruolo del suddiacono può essere anche ricoperto da un laico, che omette l'uso del manipolo e non tocca i vasi sacri. Mentre la Pontificia Commissione Ecclesia Dei ha considerato quest'uso tollerabile se i laici in questione sono seminaristi o accoliti istituiti, ha comunque sancito come abuso diffuso la prassi di avere laici né seminaristi né accoliti che servano la Messa solenne in tunicella.

## Galleria d'immagini

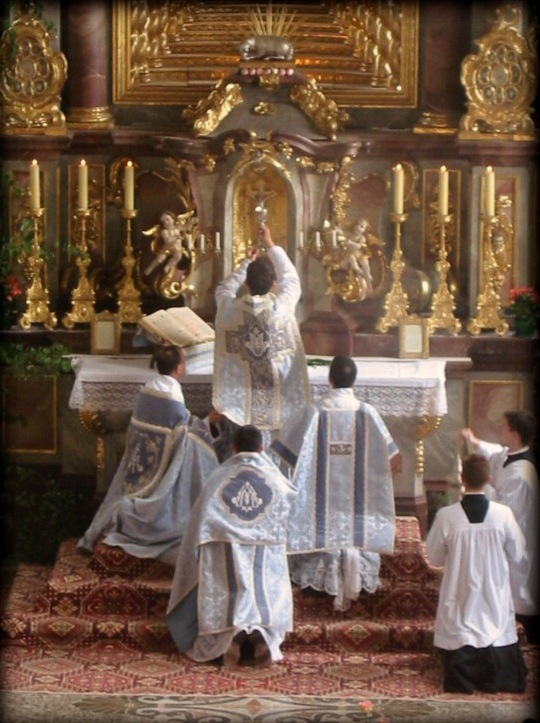
Il suddiacono rivestito con il velo omerale all'elevazione
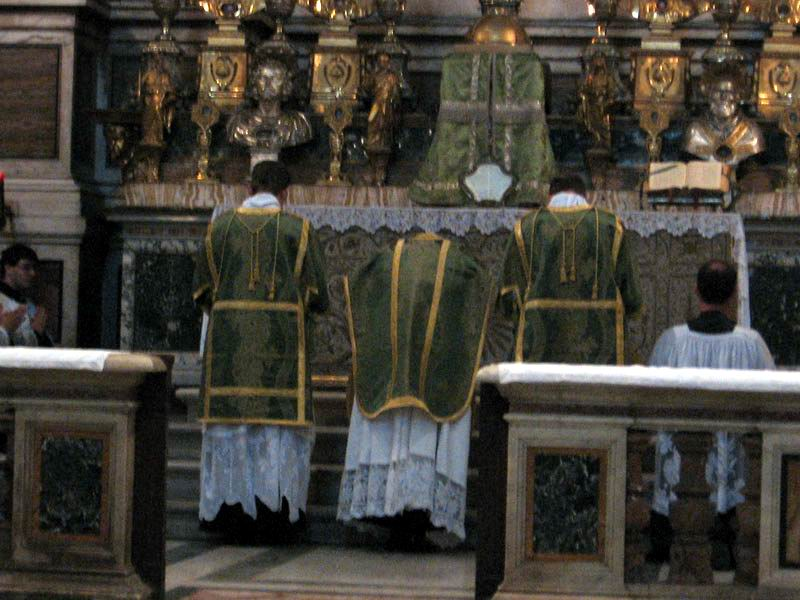
Il suddiacono (a sinistra) al primo Confiteor
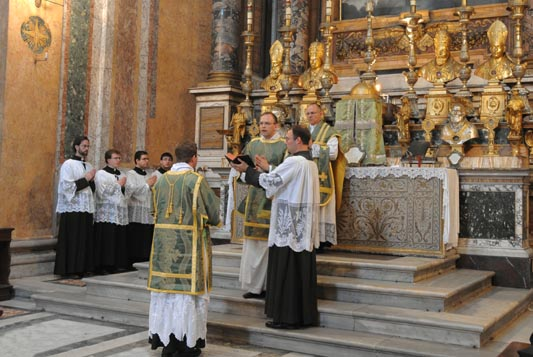
All'ite missa est il suddiacono rimane voltato verso l'altare
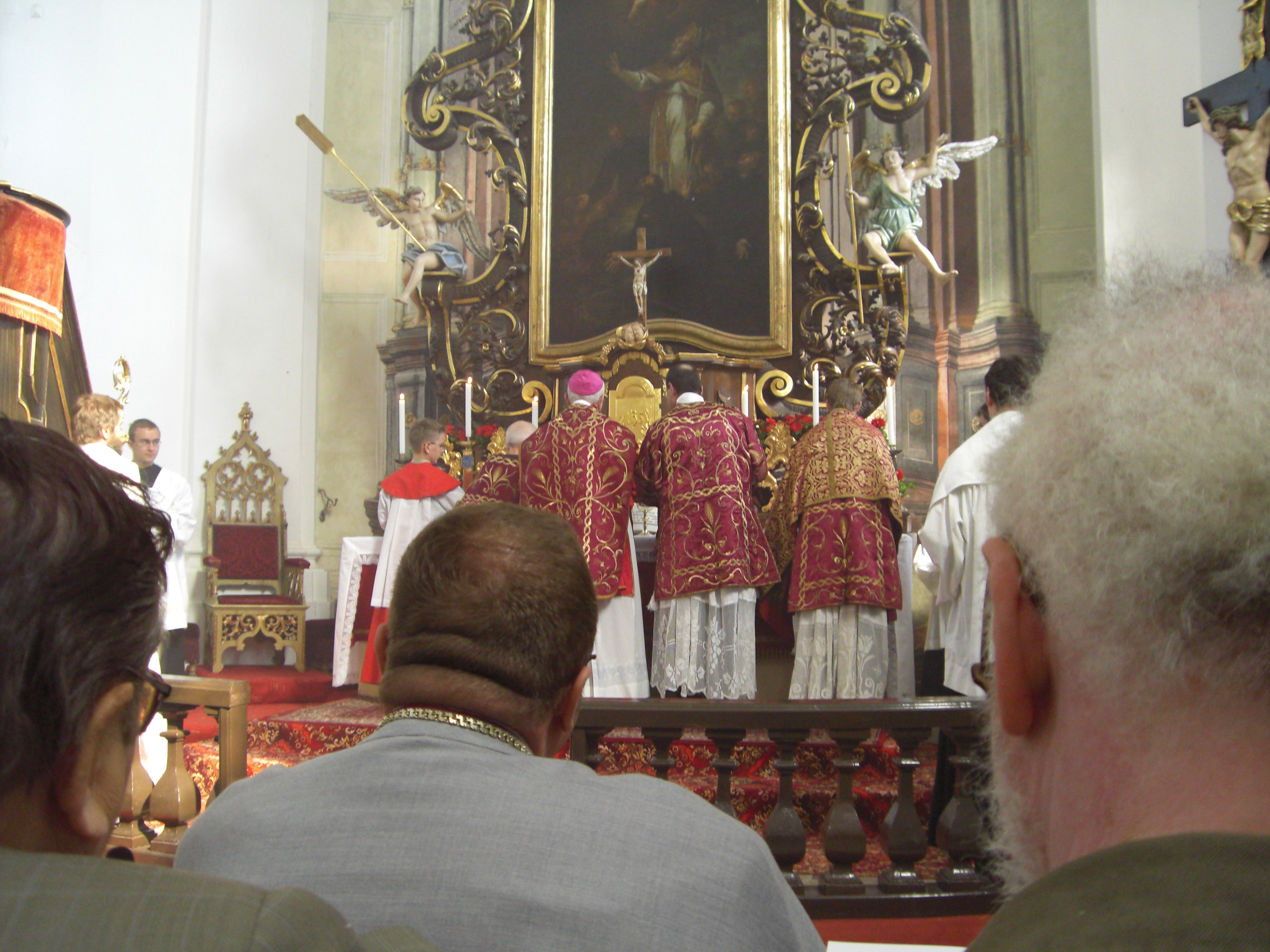
Un suddiacono alla Messa pontificale, rivestito del velo omerale (a destra)